# Pupisoma dioscoricola
Pupisoma dioscoricola är en snäckart som först beskrevs av C. B. Adams 1845.  Pupisoma dioscoricola ingår i släktet Pupisoma och familjen puppsnäckor. Inga underarter finns listade i Catalogue of Life.